# Gulf Gate Estates, Florida
Gulf Gate Estates är en ort (CDP) i Sarasota County, i delstaten Florida, USA. Enligt United States Census Bureau har orten en folkmängd på 10 911 invånare (2010) och en landarea på 7 km².